# Bodianus bilunulatus
Bodianus bilunulatus là một loài cá biển thuộc chi Bodianus trong họ Cá bàng chài. Loài này được mô tả lần đầu tiên vào năm 1801.

## Từ nguyên
Tính từ định danh của loài được ghép bởi hai từ trong tiếng Latinh: bi ("hai") và lunulatus ("có hình lưỡi liềm"), hàm ý đề cập đến vây đuôi xẻ thùy của cá trưởng thành.

## Phạm vi phân bố và môi trường sống
B. bilunulatus được ghi nhận dọc theo đường bờ biển Đông Phi trải dài đến Nam Phi, bao gồm Madagascar và một số các đảo quốc, quần đảo trên Ấn Độ Dương, và từ bờ biển Tây Úc ngược lên phía bắc đến Lãnh thổ Bắc Úc; từ vùng biển phía nam Nhật Bản và quần đảo Ogasawara, phạm vi của B. bilunulatus trải dài đến khu vực Tam giác San Hô (trừ phần lớn các nhóm đảo phía đông), Palau và Nouvelle-Calédonie.
B. bilunulatus sống gần các rạn san hô viền bờ, đặc biệt là những khu vực có nhiều bọt biển và san hô mềm, độ sâu quan sát khoảng từ 8 đến ít nhất là 160 m; cá con thường sống ở vùng nước nông hơn.

## Mô tả
B. bilunulatus có chiều dài cơ thể tối đa được ghi nhận là 55 cm. B. bilunulatus có màu hồng ở cá cái, đỏ hơn ở cá đực (trắng hơn ở bụng). Hai bên thân có các đường sọc ngang màu đỏ, các vệt sọc cũng xuất hiện trên đầu. Một vệt đốm đen lớn ở sau lưng nhưng không lan rộng hết gốc đuôi như Bodianus loxozonus hay Bodianus macrourus. Cá đực trưởng thành không còn vệt đen này, vùng lưng sẫm màu hơn toàn bộ cơ thể (không có các vệt lốm đốm như Bodianus albotaeniatus). Cá con có màu vàng tươi ở trên đầu và lưng; một vùng màu đen bao quanh thân sau; cuống đuôi có màu trắng.
Số gai ở vây lưng: 12; Số tia vây ở vây lưng: 10; Số gai ở vây hậu môn: 3; Số tia vây ở vây hậu môn: 12–13; Số tia vây ở vây ngực: 16–17.

## Sinh thái học

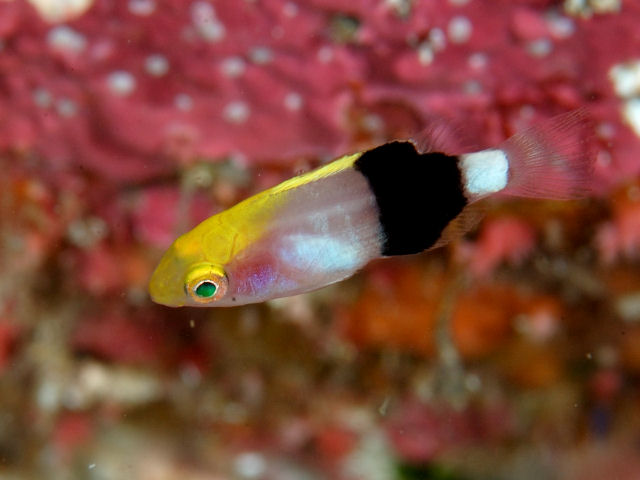
Cá con

Thức ăn của B. bilunulatus là những loài thủy sinh không xương sống có vỏ cứng như một số loài nhuyễn thể và giáp xác. Loài này thường sống đơn độc. B. bilunulatus được xem là một loài cá cảnh và cũng được đánh bắt để làm thực phẩm.
B. bilunulatus được xác nhận là một loài lưỡng tính tiền nữ, tức cá cái có thể chuyển đổi giới tính thành cá đực.

### Trích dẫn
- Martin F. Gomon (2006). “A revision of the labrid fish genus Bodianus with descriptions of eight new species” (PDF). Records of the Australian Museum, Supplement. 30: 1–133. ISSN 0812-7387.